# Пам'ятник Михайлові Лермонтову (Москва)
55°46′09″ пн. ш. 37°39′03″ сх. д. / 55.769216666667° пн. ш. 37.650902777778° сх. д.
Пам'ятник Михайлові Лермонтову в Москві (рос. Памятник Михаилу Лермонтову в Москве) — пам'ятник класику російської літератури поетові й драматургу Михайлові Юрійовичу Лермонтову в столиці Росії місті Москві.

## Загальні дані
Московський пам'ятник Михайлові Лермонтову розташований у середмісті — у центрі площі, що носить ім'я поета.
Автори пам'ятника — скульптор І. Д. Бродський і архітектори Н. Н. Миловидов, Г. Є. Саєвич, А. М. Моргуліс.

## Опис
Пам'ятник являє собою бронзову постать поета у людський зріст, встановлену на достатньо високому циліндричному постаменті.
Московський пам'ятник Михайлові Лермонтову нерідко називають одним з найромантичніших за настроєм монументів міста. Попри те, що автор працював у властивих радянському мистецтву 1960-х років прийомах, скульптор напрочуд вдало зумів виразити в пластичному образі сутність особистості й характер творчості одного з найвідоміших у світі російських поетів. Доволі лаконічна за формою та динамікою, виліплена великими рівними площинами, що сходяться й розходяться під гострим кутом, жорстка за контурами, скульптура насправді насичена внутрішньою енергією. Портрет Михайла Лермонтова є виразним — вдумливе юнацьке обличчя зі спрямованим углиб себе просякнутим глибинного драматизму сумним поглядом.
Загалом встановлення цього пам'ятника на площі, при вході до невеликого скверу, демонструє вдалий приклад створення мікроансамблю на розі жвавих транспортних шляхів. Важливим елементом задуму авторів стало втілене в реальності прагнення збагатити навколишній простір, доповнити пластичну ідею художньою організацією середовища, зрештою створення справжнього куточка культури й вшанування великого поета. Так, невід'ємною складовою комплексу пам'ятника є лавка і декоративна огорожа-ґрати, виконана у формі рельєфів, у яких пластично матеріалізуються образи романтичних творів Лермонтова — «Мцирі», «Демон», «Парус». Ефект рельєфу ґрунтується на грі контрастів: бронзи й каміння, гладенької поверхні циліндричного постаменту й наскрізних ґрат; з одного боку монолітних, з іншого — візерунчатих форм. Прийом використання ґрат, що взагалі притаманний як доповнення для московської міської скульптури, і в цьому конкретному випадку уможливив органічне включення меморіального об'єкта в міське середовище й зелену зону, що вже склалася.

## З історії пам'ятника
Ще 1941 року Рада Народних Комісарів ухвалила рішення про встановлення пам'ятника М. Ю. Лермонтову на його батьківщині — у Москві. Отже, належало втілити в життя ідею, яку вперше висловила московська інтелігенція в 1880-х роках.
Однак, на заваді втілення цього разу стала німецько-радянська війна (1941—45). До ідеї спорудження пам'ятника Лермонтову у Москві та пошуків його найкращого образного вирішення повернулися у 1950-х роках.
Зрештою теперішній пам'ятник М. Ю. Лермонтову був урочисто відкритий у 1965 році.